# Giulio Masini
Giulio Masini (Certaldo, 24 gennaio 1853 – Genova, 20 aprile 1937) è stato un politico e medico italiano.

## Biografia
Figlio di Gabriele Masini e Faustina Pruneti, ebbe tre fratelli di nome Origene, Clodoveo e Virginio. Dopo la laurea in medicina a Napoli lavorò in diversi ospedali, per poi stabilirsi a Genova, dove nel 1893 fu creata per lui la cattedra di otorinolaringoiatria.
Membro del partito socialista, fu eletto deputato nel collegio di Empoli per la XXII (1904-1909) e la XXIV (1909-1913) legislatura.
A Genova fu consigliere comunale e provinciale e assessore all'igiene dal 1910 al 1914, nella giunta Grasso. Nel 1920 fu eletto nel Consiglio provinciale di Firenze, del quale fu presidente per un breve periodo fino al 1921. 
Antifascista, si ritirò dalla vita politica dopo l'avvento di Mussolini nel 1922.   
Massone, fu iniziato il cinque luglio 1886 nella loggia Concordia di Firenze e rimase sempre affiliato alla massoneria fino alla sua morte.